# (5825) Rakuyou
(5825) Rakuyou est un astéroïde de la ceinture principale.

## Description
(5825) Rakuyou est un astéroïde de la ceinture principale. Il fut découvert le 21 janvier 1990 à Dynic par Atsushi Sugie. Il présente une orbite caractérisée par un demi-grand axe de 2,66 UA, une excentricité de 0,17 et une inclinaison de 12,1° par rapport à l'écliptique.

## Compléments